# Said Martínez
Héctor Said Martínez Sorto (Tocoa, 7 augustus 1991) is een Hondurees voetbalscheidsrechter. Hij is in dienst van FIFA en CONCACAF sinds 2017. Ook leidt hij wedstrijden in de Liga Nacional de Honduras.
Op 6 maart 2019 leidde Martínez zijn eerste wedstrijd in internationaal verband tijdens een duel tussen New York Red Bulls en Santos Laguna in de CONCACAF Champions League; het eindigde in 0–2 en de scheidsrechter deelde vijf gele kaarten uit. Op 16 juni 2019 leidde de Hondurees zijn eerste interland, toen Canada met 4–0 won van Martinique. Tijdens dit duel gaf de leidsman twee gele kaarten.
In mei 2022 werd hij gekozen als een van de scheidsrechters die actief zouden zijn op het WK 2022 in Qatar.

## Interlands
| Datum             | Plaats                            | Wedstrijd                                 | Uitslag    | Competitie             | Kreeg geel | Kreeg voor de tweede keer geel en dus rood | Weggestuurd |
| ----------------- | --------------------------------- | ----------------------------------------- | ---------- | ---------------------- | ---------- | ------------------------------------------ | ----------- |
| 16 juni 2019      | Pasadena, Verenigde Staten        | Canada – Martinique                       | 4 – 0      | Gold Cup 2019          | 2          | 0                                          | 0           |
| 11 september 2019 | San Antonio, Verenigde Staten     | Argentinië – Mexico                       | 4 – 0      | Vriendschappelijk      | 8          | 0                                          | 0           |
| 18 november 2019  | San José, Costa Rica              | Costa Rica – Haïti                        | 1 – 1      | Nations League 2019/20 | 4          | 0                                          | 0           |
| 12 juli 2021      | Kansas City, Verenigde Staten     | Verenigde Staten – Haïti                  | 1 – 0      | Gold Cup 2021          | 3          | 0                                          | 0           |
| 19 juli 2021      | Dallas, Verenigde Staten          | Mexico – El Salvador                      | 1 – 0      | Gold Cup 2021          | 6          | 0                                          | 0           |
| 2 augustus 2021   | Paradise, Verenigde Staten        | Verenigde Staten – Mexico                 | 1 – 0 n.v. | Gold Cup 2021          | 4          | 0                                          | 0           |
| 11 oktober 2021   | San José, Costa Rica              | Costa Rica – El Salvador                  | 2 – 1      | WK 2022 kwalificatie   | 3          | 0                                          | 1           |
| 30 november 2021  | Al Wakrah, Qatar                  | Irak – Oman                               | 1 – 1      | FIFA Arab Cup 2021     | 3          | 1                                          | 0           |
| 4 december 2021   | Ar Rayyan, Qatar                  | Palestina – Saoedi-Arabië                 | 1 – 1      | FIFA Arab Cup 2021     | 2          | 0                                          | 0           |
| 11 december 2021  | Al Wakrah, Qatar                  | Egypte – Jordanië                         | 3 – 1 n.v. | FIFA Arab Cup 2021     | 2          | 0                                          | 0           |
| 31 januari 2022   | Mexico-Stad, Mexico               | Mexico – Costa Rica                       | 0 – 0      | WK 2022 kwalificatie   | 4          | 0                                          | 0           |
| 11 juni 2022      | Austin, Verenigde Staten          | Verenigde Staten – Grenada                | 5 – 0      | Nations League 2022/23 | 1          | 0                                          | 0           |
| 29 januari 2023   | Carson, Verenigde Staten          | Verenigde Staten – Colombia               | 0 – 0      | Vriendschappelijk      | 4          | 0                                          | 0           |
| 24 maart 2023     | Paramaribo, Suriname              | Suriname – Mexico                         | 0 – 2      | Nations League 2022/23 | 3          | 0                                          | 0           |
| 19 juni 2023      | Paradise, Verenigde Staten        | Canada – Verenigde Staten                 | 0 – 2      | Nations League 2022/23 | 4          | 0                                          | 0           |
| 25 juni 2023      | Fort Lauderdale, Verenigde Staten | Trinidad en Tobago – Saint Kitts en Nevis | 3 – 0      | Gold Cup 2023          | 2          | 0                                          | 0           |
| 1 juli 2023       | Harrison, Verenigde Staten        | Martinique – Panama                       | 1 – 2      | Gold Cup 2023          | 2          | 0                                          | 0           |
| 18 oktober 2023   | Willemstad, Curaçao               | Curaçao – Trinidad en Tobago              | 5 – 3      | Nations League 2023/24 | 3          | 0                                          | 0           |
| 7 juni 2024       | San Salvador, El Salvador         | El Salvador – Puerto Rico                 | 0 – 0      | WK 2026 kwalificatie   | 5          | 0                                          | 0           |
| 13 juni 2024      | Orlando, Verenigde Staten         | Verenigde Staten – Brazilië               | 1 – 1      | Vriendschappelijk      | 1          | 0                                          | 0           |

Laatst bijgewerkt op 27 november 2024.